# Pseudomonarchia daemonum

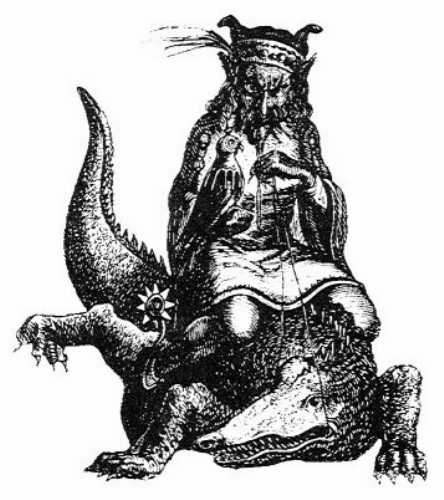
Portrait du démon Agares.

La Pseudomonarchia daemonum (Pseudomonarchie des démons) est un traité en latin écrit à la Renaissance qui présente une nomenclature de la hiérarchie des démons infernaux, leurs attributs, et le moyen de les conjurer.

## LePraestigiis daemonum
La Pseudomonarchia daemonum apparaît pour la première fois en 1577, en appendice de la cinquième édition du De praestigiis daemonum du médecin Johann Wier. La première édition, dont le titre complet est De Praestigiis daemonum et Incantationibus ac Venificiis, date de 1563. Elle fut traduite en français dès 1567 par le médecin Jacques Grévin sous le titre Cinq livres de l'imposture et tromperie des diables, des enchantements et sorcelleries. 
L'existence des démons et le problème de la sorcellerie furent largement débattus dans la seconde moitié du XVIe siècle. Le traité de Weyer qui avait été l'élève de Cornélius Agrippa, est un vigoureux plaidoyer contre le Malleus Maleficarum (1487) de l'inquisiteur Heinrich, tentant de séparer la magie réellement maléfique et la sorcellerie assimilée à une pathologie mentale, la folie ou la mélancolie. L'ouvrage de Weyer fut largement réédité et traduit. En 1580 le juriste français Jean Bodin le condamna pour des raisons juridiques dans son livre De la démonomanie des sorciers.

## LaPseudomonarchia daemonum
Dans son avis au lecteur, Weyer explique qu'il veut montrer les folies délirantes des magiciens par un exemple parmi d'autres de leurs traités (comme Liber officiorum spirituum, seu Liber dictus Empto. Salomonis, de principibus et regibus daemoniorum (Livre des offices des esprits, ou le livre dit Empto. Salomon au sujet des princes et des rois des démons))
. Il présente des analogies avec un autre texte, en français, dont on connaît un manuscrit datant du XVe siècle ou plus probablement de la seconde moitié du XVIe siècle, le Livre des esperitz, qui liste 46 démons, dont 35 se retrouvent dans la Pseudomonarchia daemonum, identifiables sinon par leur nom déformés, du moins par leurs attributs et fonction. Il s'agit donc probablement de deux versions d'une tradition plus ancienne, dont on peut trouver des traces dès le XIIIe siècle, et dont les exemples connus les plus anciens remontent au XVe siècle. 
L'ouvrage décrit 69 démons, mais il est probable qu'il a été amputé du début concernant Lucifer, Belzébuth et Satan, ainsi que  Oriens un des quatre démons des points cardinaux. Le texte donne de nombreux détails sur l'apparence et les fonctions des démons, ainsi que sur leur origine : une vingtaine sont des anges déchus, ayant appartenu à certains des neuf ordres d'anges définis par le  Pseudo-Denys l'Aréopagite  (Chérubins, Trônes, Dominations, Puissances...), que certains espèrent rejoindre après avoir purgé leur peine – ils commandent chacun un certain nombre de légions comprenant chacune 6666 démons (en référence à 666, le nombre de la bête de l'Apocalypse). 
L'ouvrage fut traduit en anglais en 1584 par Reginald Scot dans sa Discoverie of witchcraft.
Le livre a été écrit avant les premières copies connues de la Petite clef de Salomon et présente avec elle certaines différences. Dans la Pseudomonarchia daemonum, il y a 69 démons (et non 72), et l'ordre comme les caractéristiques varient. Ainsi, les démons Vassago, Seere, Dantalion et Andromalius ne sont pas présents dans la liste des démons, tandis que le démon Pruflas y est ajouté. L'ouvrage n'attribue pas de sceaux aux démons, au contraire de la Petite clef de Salomon.
Certaines éditions de l'ouvrage ne semblent mentionner que 68 démons en raison d'une erreur typographique attribuant le numéro 38 deux fois (à Pucel et Furcas).
Collin de Plancy dit de cet écrit que c'est un « traité curieux des lamies et l'inventaire de la fausse monarchie de Satan ».

## Les 69 démons
1. Bael
2. Aguarès
3. Marbas
4. Pruflas
5. Amon
6. Barbatos
7. Buer
8. Gusoyn
9. Botis
10. Bathym
11. Pursan
12. Eligos
13. Loray
14. Valefor
15. Morax
16. Ipes
17. Naberius
18. Glasya-Labolas
19. Zepar
20. Byleth
21. Sytry
22. Paimon
23. Bélial
24. Bune
25. Forneus
26. Roneve
27. Berith
28. Astaroth
29. Foras
30. Furfur
31. Marchocias
32. Malphas
33. Vepar
34. Sabnac
35. Asmodée
36. Tap
37. Chax
38. Pucel
39. Furcas
40. Murmur
41. Caym
42. Raum
43. Halphas
44. Focalor
45. Vinea
46. Bifrons
47. Samigina
48. Zagan
49. Orias
50. Volac
51. Gremory
52. Decarabia
53. Amdusias
54. Andras
55. Andrealphus
56. Oze
57. Aym
58. Orobas
59. Vapula
60. Cimeries
61. Amy
62. Flauros
63. Balam
64. Alocer
65. Saleos
66. Vual
67. Haagenti
68. Phoenix
69. Stolas